# Haematopota litoralis
Haematopota litoralis är en tvåvingeart som beskrevs av Ricardo 1913. Haematopota litoralis ingår i släktet Haematopota och familjen bromsar. Inga underarter finns listade i Catalogue of Life.